# Musique Vol. 1 1993–2005
| Đánh giá chuyên môn | Đánh giá chuyên môn |
| Nguồn đánh giá      | Nguồn đánh giá      |
| Nguồn               | Đánh giá            |
| ------------------- | ------------------- |
| AllMusic            | [ 1 ]               |
| Drowned in Sound    | (7/10)              |
| musicOMH            | [ 3 ]               |
| Pitchfork           | (8.4/10)            |

Musique Vol. 1 1993–2005 là album tuyển tập duy nhất của bộ đôi nhạc điện tử người Pháp Daft Punk, được Virgin Records phát hành ngày 29 tháng 3 năm 2006. Phiên bản đặc biệt bao gồm một DVD kèm theo 12 video âm nhạc. Do hạn chế về thời lượng trên đĩa CD, một số bản nhạc được chỉnh sửa ngắn hơn. Bài hát "Digital Love" chỉ xuất hiện trong bản phát hành kỹ thuật số và ấn bản Nhật Bản.

## Tên gọi
Tên của album bắt nguồn từ "Musique", một bài hát ban đầu được phát hành dưới dạng mặt B của "Da Funk". Mặc dù được phát hành trước album đầu tay Homework của Daft Punk, nhưng "Musique" không được đưa vào album. Thomas Bangalter chỉ ra rằng lượng tiêu thụ của "Da Funk" còn lớn hơn cả Homework, vì vậy phần lớn người mua album có thể đã từng nghe qua "Musique". Một phần của "Musique" có thể được nhận thấy trong "WDPK 83.7 FM" trên Homework.

## Đánh giá từ giới phê bình
Nhìn chung, giới phê bình đánh giá album tích cực. John Bush từ AllMusic đánh giá tích cực việc Daft Punk đưa vào "Musique" cùng các bản remix xuất sắc vào album, Mark Pytlik của Pitchfork lại có ý kiến ngược lại, cho rằng bộ đôi đã lược bỏ đi các đĩa đơn xuất sắc nhất từ Discovery để lấy chỗ cho những đĩa đơn kém hơn từ Human After All và "gắn khập khiễng về cuối album" những bản remix. Andy Jex từ musicOMH cho rằng album là một "tuyển tập đáng thất vọng" dựa quá nhiều lên album đầu tay Homework. Ben Marwood, viết cho Drowned in Sound thì có ý kiến trung lập hơn, cho rằng album là lựa chọn thích hợp cho "các fan của nhạc dance chấp nhận được".

## Danh sách ca khúc
| CD               | CD                                                                              | CD               | CD         |
| STT              | Nhan đề                                                                         | Phổ nhạc         | Thời lượng |
| ---------------- | ------------------------------------------------------------------------------- | ---------------- | ---------- |
| 1.               | "Musique"                                                                       |                  | 6:53       |
| 2.               | "Da Funk"                                                                       |                  | 5:29       |
| 3.               | "Around the World" (radio edit)                                                 |                  | 3:59       |
| 4.               | "Revolution 909" (radio edit)                                                   |                  | 3:44       |
| 5.               | "Alive"                                                                         |                  | 5:16       |
| 6.               | "Rollin' & Scratchin'"                                                          |                  | 7:28       |
| 7.               | "One More Time" (short radio edit)                                              |                  | 3:56       |
| 8.               | "Harder, Better, Faster, Stronger"                                              |                  | 3:45       |
| 9.               | "Something About Us"                                                            |                  | 3:51       |
| 10.              | "Robot Rock" (radio edit)                                                       |                  | 3:04       |
| 11.              | "Technologic" (radio edit)                                                      |                  | 2:47       |
| 12.              | "Human After All"                                                               |                  | 5:19       |
| 13.              | "Mothership Reconnection" (bản remix chỉnh sửa của Daft Punk)                   | Scott Grooves    | 4:00       |
| 14.              | "Chord Memory" (bản remix của Daft Punk)                                        | Ian Pooley       | 6:56       |
| 15.              | "Forget About the World" (bản mix "Don't Forget About the World" của Daft Punk) | Gabrielle        | 5:44       |
| Tổng thời lượng: | Tổng thời lượng:                                                                | Tổng thời lượng: | 72:14      |

| Bản phát hành kĩ thuật số | Bản phát hành kĩ thuật số | Bản phát hành kĩ thuật số |
| STT                       | Nhan đề                   | Thời lượng                |
| ------------------------- | ------------------------- | ------------------------- |
| 15.                       | "Digital Love"            | 5:01                      |
| Tổng thời lượng:          | Tổng thời lượng:          | 77:15                     |

| Phiên bản Nhật Bản | Phiên bản Nhật Bản | Phiên bản Nhật Bản |
| STT                | Nhan đề            | Thời lượng         |
| ------------------ | ------------------ | ------------------ |
| 16.                | "Digital Love"     | 4:00               |
| Tổng thời lượng:   | Tổng thời lượng:   | 76:15              |

| DVD              | DVD                                        | DVD        |
| STT              | Nhan đề                                    | Thời lượng |
| ---------------- | ------------------------------------------ | ---------- |
| 1.               | "Da Funk"                                  | 5:25       |
| 2.               | "Around the World"                         | 4:02       |
| 3.               | "Burnin'"                                  | 3:45       |
| 4.               | "Revolution 909"                           | 3:54       |
| 5.               | "One More Time"                            | 5:21       |
| 6.               | "Harder, Better, Faster, Stronger"         | 3:43       |
| 7.               | "Something About Us"                       | 3:48       |
| 8.               | "Robot Rock"                               | 3:17       |
| 9.               | "Technologic"                              | 2:56       |
| 10.              | "Rollin' and Scratchin'" (live in L.A.)    | 8:38       |
| 11.              | "The Prime Time of Your Life"              | 4:05       |
| 12.              | "Robot Rock" (Daft Punk Maximum Overdrive) | 6:00       |
| Tổng thời lượng: | Tổng thời lượng:                           | 54:54      |

## Xếp hạng
| \| Thứ hạng (2006) \| Vị trí cao nhất \| \| ------------------------------------------------- \| --------------- \| \| Album Úc (ARIA)[7] \| 47 \| \| Album Bỉ (Ultratop Vlaanderen)[8] \| 38 \| \| Album Bỉ (Ultratop Wallonie)[9] \| 18 \| \| Album Pháp (SNEP)[10] \| 6 \| \| Album Ireland (IRMA)[11] \| 34 \| \| Album Thụy Sĩ (Schweizer Hitparade)[12] \| 36 \| \| Album Vuơng Quốc Anh[13] \| 34 \| \| Album Hoa Kỳ Top Dance/Electronic (Billboard)[14] \| 12 \| |                 |
| Thứ hạng (2006) | Vị trí cao nhất |
| Album Úc (ARIA) | 47              |
| Album Bỉ (Ultratop Vlaanderen) | 38              |
| Album Bỉ (Ultratop Wallonie) | 18              |
| Album Pháp (SNEP) | 6               |
| Album Ireland (IRMA) | 34              |
| Album Thụy Sĩ (Schweizer Hitparade) | 36              |
| Album Vuơng Quốc Anh | 34              |
| Album Hoa Kỳ Top Dance/Electronic (Billboard) | 12              |

## Lịch sử phát hành
| Khu vực  | Ngày ra mắt         | Phuơng thức phát hành | Hãng   |
| -------- | ------------------- | --------------------- | ------ |
| Nhật Bản | 29 tháng 3 năm 2006 | CD + DVD              | Virgin |
| Châu Âu  | 3 tháng 4 năm 2006  | CD + DVD              | Virgin |
| Hoa Kỳ   | 4 tháng 4 năm 2006  | CD + DVD              | Virgin |